# Сидни, Филипп, 2-й виконт Л’Айл
Филипп Джон Элджернон Сидни, 2-й виконт де Л’Айл (англ. Philip John Algernon Sidney, 2nd Viscount De L'Isle; родился 21 апреля 1945 года) — британский пэр и бывший военный.

## Жизнь и карьера
Родился 21 апреля 1945 года. Единственный сын Уильяма Сидни, 1-го виконта Л’Айла (1909—1991), и его жены, достопочтенной Жаклин Коринн Ивонн Веркер (1914—1962), дочери фельдмаршала Джона Веркера Горта, 6-го виконта Горта. Является дальним родственником поэта Перси Биш Шелли. 
Он получил образование в Табли-Хаусе, офицерской кадетской школе Монса и Королевской военной академии в Сандхерсте. После службы в стрелковой бригаде в 1966 году он стал майором гренадерской гвардии и досрочно вышел в отставку в 1979 году, проведя часть своей службы в Северной Ирландии во время Смуты.
Виконт де Л’Айл был назначен вице-лейтенантом Кента в 2002 году, а также является свободным человеком Лондонского сити и членом Почитаемой Компании ювелиров. 1 сентября 2011 года он был назначен лордом-лейтенантом Кента . Он был назначен командором ордена Святого Иоанна в 2012 году и командором Королевского Викторианского ордена (CVO) в 2019 году.

## Брак и дети
15 ноября 1980 года Де Л’Иль женился на Изабель Трезиллиан Комптон, младшей дочери государственного служащего сэра Эдмунда Комптона (1906—1994) и Бетти Уильямс (? — 1987). У них двое детей:
- Достопочтенная София Жаклин Мэри Сидни (род. 25 марта 1983), замужем за Чарльзом Мэйбенксом, от брака с которым у неё одна дочь
- Достопочтенный Филипп Уильям Эдмунд Сидни (род. 2 апреля 1985).

Де Л’Иль унаследовал титулы своего отца 5 апреля 1991 года. Родовое поместье — Пенсхерст-Плейс в графстве Кент.